# 忽而今夏
《忽而，今夏》（英語：Suddenly This Summer），2018年中国青春勵志題材電視劇，改编自明前雨后同名小说，讲述了章远和何洛跨越十年的青春时光，历经千山万水不忘初心的異地戀故事。该剧由企鵝影視、完美世界影视联合出品，导演吕赢执导，白宇、卜冠今等主演。2017年7月26日于青岛开机，历经90天拍摄，于同年10月23日杀青。腾讯视频于2018年4月19日播出。

## 播出时间
| 频道          | 所在地   | 播映日期      | 播出时间                                         | 备注 |
| ------------- | -------- | ------------- | ------------------------------------------------ | ---- |
| 腾讯视频      | 中国大陆 | 2018年4月19日 | 每周四、周五20：00免费更新2集，VIP会员提前看下周 |      |
| Channel China |          | 2018年8月7日  |                                                  |      |
| 江蘇衛視      | 中国大陆 | 2021年9月3日  |                                                  |      |
| 東方衛視      | 中国大陆 | 2022年2月6日  |                                                  |      |

## 剧情简介
少女何洛（卜冠今 飾）機靈俏皮但功課欠佳，卻不小心誇下海口要考入名校。意氣飛揚的學霸章遠（白宇 飾）看似自大高傲，卻被何洛的鍥而不捨打動，輔導她不斷進步。兩個人心意漸明，約定報考同一所大學，但陰差陽錯，高考令他們分隔兩座城市。他們不畏時空距離，滿懷憧憬地一起規劃未來。高中同班的一眾好友，也各自經歷成長中的種種磨礪與挑戰。高考失利的章遠急於證明自己，實現早日與何洛團聚的承諾，卻在創業過程中一再受挫。不同的經歷和心境讓他和何洛產生分歧，相互深愛卻漸行漸遠。站在人生的岔路口，他們應該如何抉擇？數年後事業有成卻天各一方，再次重逢時，心中是否還有最初的悸動？一段綿延十年，隔山跨海的眷戀，帶你重溫青澀時光裡的怦然心動，體會追逐夢想的奮力拼搏，回想記憶深處，最初愛過的那個人。

## 演员列表

### 主要演员
| 演員   | 角色 | 介紹 |
| 白宇   | 章远 | 家境不詳，聰慧自信的學霸。他曾經認為世界上的一切就像籃球比賽一樣，自己只要努力就可以掌控。 被何洛的锲而不舍打动，辅导她学习，两人约定报考同一所大学。高考前夕為尋找何洛，於途中發生車禍而損傷右手，致影響答題成效，因而以兩分之差與第一志願（華清）錯失，又因缺乏復讀費用，無法與何洛上同一所大學，只能和云微一樣留在本地就讀海城大學。 為了早日實現到北京和何洛團聚的承諾，也為了證明自己，在大學時便開始創業，更因此而中途輟學，可惜卻因同業的邱總以陰謀盜取其創意，導致創業失敗且負債，原本自信的章遠也因此深受打擊，覺得自己無法給何洛想要的幸福生活，最後更因不想拖累已獲得留學機會、未來前途光明的何洛，而與她提出分手。 創業失敗後，輾轉至北京幫同業李總打工，一年之內從程序員升遷至製作人，並解決負債問題。成為遊戲研發產業新貴的他，終於遠赴美國企圖追回何洛。 |
| 卜冠今 | 何洛 | 父母是醫生、舅舅是外交官，爽朗率真、重情重义的吃貨體育生，擅長英語和長跑。愛幻想但是很勇敢，對章遠的喜歡義無反顧。 初中放棄體育生資格，於高中時，轉考理科班，但數理成绩一直垫底，曾是學渣。因受教導主任刺激，而發出要考上「華清」的豪言。其後在章遠的幫助下，數理成績突飛猛進，新班主任看中她擅長英語，安排其與章遠互相學習，兩人在學習過程中情愫漸生，最終何洛透過自身持續不懈的努力，順利考入華清大學。 可惜由於章遠未能同時考上華清，故而自大學開始，便與章遠開啟異地戀的模式。一直希望章遠考華清的研究所，但章遠卻選擇輟學，讓她一度非常失望，後期種種原因導致二人分手。 大學畢業後，轉往美國加州理工學院留學，雖曾被馮蕭感動進而交往，但實則對章遠一直念念不忘。                                                                                                   |

### 其他演员
| 演員     | 角色   | 介紹 |
| 吕鹏     | 冯萧   | 何洛的大学同学，出身于良好的家庭，性格陽光正直。在澡堂偶然撞見何洛後，雖鬧出了道歉事件，但卻對何洛一見鍾情。即使知道何洛已有男朋友，並深愛著異地戀的章遠，馮蕭仍選擇用實際的付出，在何洛身邊陪伴她，並時時給予安慰和幫助。章遠和何洛分手後，馮蕭亦追著何洛來到美國，並在何洛身邊照顧她，終於感動了她，倆人進而交往，可惜何洛心中有個角落始終為章遠留著。 |
| 张书维   | 李云微 | 何洛初中開始的閨蜜，高中的班長兼學習委員。家境不好但十分努力，高中時是一個標準學霸，因為需要照顧姥姥的緣故而留在本地讀大學。原本因家庭因素對感情淡然處之，後被常風真情打動。工作後，成為了一個女強人，並對破產的常風不離不棄。 |
| 杨玥     | 张葳蕤 | 她和章遠的緣分始於大學的班長競爭，一番鬥爭後倆人分別成為男女班長。對於聰慧的章遠總能信手捻來地強過自己，張葳蕤在崇拜的過程中，逐漸喜歡上他。知曉章遠有女朋友的她，以同學、編程搭檔、創業夥伴的方式與他相處。畢業後輾轉到李總公司上班，成為章遠同事，之後曾向章遠表白，雖遭拒絕，仍表示甘願等待。直到最後，明白章遠對何洛的深情，鼓勵章遠去美國追回何洛。 |
| 方文强   | 赵承杰 | 章遠的好哥們，見到田馨第一眼就被迷倒，單方面決定這輩子非田馨不娶。憨厚溫暖的大男孩，視田馨為自己女神，窮追不捨，不屈不撓，高考後追隨田馨去北京學剪輯。通過自己的努力成為一名優秀的剪輯師，在被田馨多次傷害後終於決定放棄，與他人結婚。 |
| 刘林     | 常风   | 富二代，標準學渣，不聰明、不求上進，但為人仗義且心地善良，為照顧李云微的姥姥誤了考期而放棄高考。對李云微用情專注，為了她屢次創業，但因心境過度膨脹，而屢屢失敗。曾參與投資章遠的事業，卻因不夠謹慎導致創意被盜取，進而引發章遠創業失敗，愧疚自責下躲到外地打工，之後其父因行賄被捕而家道中落。最終在李云微的陪伴下，走出人生低谷。                       |
| 侯晴子梓 | 田馨   | 何洛初中開始的閨蜜，畢業後考進北京藝校，後逐漸混入演藝圈成為明星。虛榮心和少女心並存，夢想是成為明星，並一直努力著。不相信真愛的存在，只在乎曾經擁有，一次次傷害了深愛她的趙承傑，在趙承傑結婚的時候幡然悔悟卻為時已晚。 |
| 华雯     | 葉芝   | 何洛的大學室友，也是好閨蜜、姐妹淘，更是章遠和何洛兩人大學時期異地戀感情的見證者，多次為何洛開導感情問題。曾喜歡過馮蕭，但知曉馮蕭喜歡何洛後便果斷放棄，並在何洛和馮蕭交往後，因察覺何洛的情緒仍受章遠影響，希望她面對感情能夠慎重。 |

## 电视剧取景地
剧中高中取景于青岛市市南区青岛二中分校。华清大学的取景地是中国海洋大学鱼山校区（操场、校园、食堂）和崂山校区（宿舍，礼堂）。海城大学取景地是在中国石油大学，在青岛市黄岛区（西海岸新区）。

## 电视原声带
| 曲序 | 曲目                                 |        | 作曲   | 演唱   |
| ---- | ------------------------------------ | ------ | ------ | ------ |
| 1.   | 忽而今夏（片头曲）                   | 汪苏泷 | 汪苏泷 | 汪苏泷 |
| 2.   | 微不足道的小事是我还爱着你（片尾曲） | 张赢   | 罗锟   | 张磊   |
| 3.   | 在青春里遇见（何洛人物曲）           | 张赢   | 罗锟   | 卜冠今 |
| 4.   | 洛杉矶的十点半（章远人物曲）         | 张赢   | 罗锟   | 白宇   |
| 5.   | 最好的时光（插曲）                   | 周洁颖 | 爵爵   | 汪小敏 |
| 6.   | 每天每天（插曲）                     | 张赢   | 罗锟   | 石杨   |

## 榮譽獎項
- 2018年豆瓣年度评分TOP 3

- 2018年中美電視節年度最佳中國網劇[8][9][10]

- 第6届中国网络视听大会年度特别推荐网络剧、年度特别推荐女演员、年度优秀编剧[11]

- 第三届金骨朵网络影视盛典年度十大精品网络剧[12][13]

- 第十二届“电视制片业十佳”優秀電視劇[14]

- 2019年上海国际电影电视节互联网精品榜年度精品網路劇[15]

- 2020年第32屆飛天獎優秀電視劇提名[16][17]